# Jørgen Vagn Pedersen
Jørgen Vagn Pedersen (* 8. Oktober 1959 in Kopenhagen) ist ein ehemaliger dänischer Radrennfahrer.

## Sportliche Laufbahn
Pedersen war im Straßenradsport und im Bahnradsport aktiv.  Er war Teilnehmer der Olympischen Sommerspiele 1980 in Moskau und der Sommerspiele 1984 in Los Angeles. Er bestritt 1980 mit dem Vierer Dänemarks das Mannschaftszeitfahren. Das Team mit Per Kærsgaard Laursen, Michael Marcussen, Jesper Worre und Jørgen Vagn Pedersen belegte den 10. Platz. 1984 trat er bei Olympia im Bahnradsport an. In der Einerverfolgung wurde er auf dem 5. Rang klassiert. In der  Mannschaftsverfolgung wurde Dänemarks Vierer mit Dan Frost, Michael Marcussen, Jørgen Vagn Pedersen und Brian Holm Fünfter.
1978 und 1979 wurde er Vize-Meister im Einzelzeitfahren in Dänemark. 1979 gewann er mit Per Sandahl Jørgensen und Lars Udby die nationale Meisterschaft im Mannschaftszeitfahren. 1982 wurde er erneut Meister in dieser Disziplin. Mit ihm gewannen Per Sandahl Jørgensen und Jesper Worre den Titel. 1983 und 1984 errang er den Meistertitel in der Einerverfolgung.
Im Giro della Valle d’Aosta belegte er 1984 den 2. Platz hinter Flavio Giupponi und gewann drei Etappen. 1980 siegte er im Straßenrennen der Meisterschaften der Nordischen Länder. 1981 wurde er nationaler Meister im Straßenrennen. 1983 gewann er die nationale Meisterschaft in der Mannschaftsverfolgung. Mit ihm wurden Michael Marcussen, Brian Holm und Dan Frost Meister. 1984 verteidigten die vier Fahrer ihren Titel.
Von 1984 bis 1990 war er als Berufsfahrer aktiv. Er begann seine Karriere als Radprofi im Radsportteam Carrera-Inoxpran. Sein bedeutendster Erfolg als Profi war der Etappensieg in der Tour de France 1985. 1985 siegte er im Stjerneløbet, einem der traditionsreichsten Eintagesrennen in Dänemark.
1986 gewann er einen Tagesabschnitt von Paris–Nizza. 1988 siegte er im Eintagesrennen Klasika Primavera de Amorebieta vor Peter Hilse. 1986 wurde er Zweiter in der Dänemark-Rundfahrt hinter seinem Landsmann Jesper Worre.   
Pedersen bestritt alle Grand Tours. 1986 trug er für fünf Tage das Gelbe Trikot in der Tour de France. 
| Grand Tour            | 1985 | 1986 | 1987 | 1988 | 1989 | 1990 |
| --------------------- | ---- | ---- | ---- | ---- | ---- | ---- |
| Vuelta a EspañaVuelta | –    | –    | –    | 43   | –    | 67   |
| Giro d’ItaliaGiro     | –    | 44   | –    | –    | –    | –    |
| Tour de FranceTour    | 50   | 77   | 68   | 26   | –    | –    |

## Berufliches
2008 wurde er Sportlicher Leiter im Team CSC.

## Familiäres
Pedersen ist der Cousin von Jakob Piil, der ebenfalls Radprofi war.